# 津田本町
津田本町（つだほんちょう）は、徳島県徳島市の町名。現行行政地名は津田本町一丁目から津田本町五丁目。2025年1月の徳島市の調査による人口は2,607人、世帯数は1,320世帯。郵便番号は〒770-8003。

## 地理
徳島市の東部に位置し、津田地区に属している。北は津田港を擁し、南は勝浦川に面する。津田西町との境を徳島県道120号徳島小松島線（旧国道55号）が通る。

### 河川
- 勝浦川

## 歴史
元は新浜町・津田町の各一部で、昭和39年に現在の町名となった。

## 交通

### 道路
都道府県道
- 徳島県道120号徳島小松島線
- 徳島県道129号徳島津田インター線

### バス
JR徳島駅前より徳島市営バス津田・オーシャンフェリー行きを利用。

## 施設
- 徳島市立津田小学校
- わかくさ幼稚園